# Sūkyō Mahikari

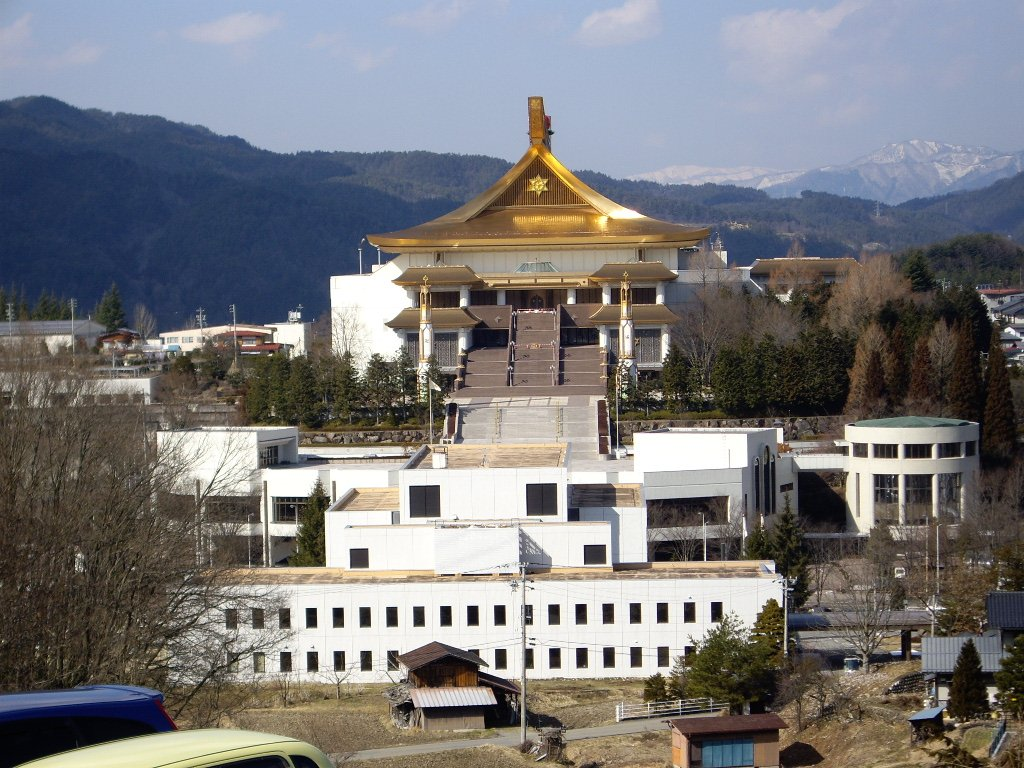
Siège de Sūkyō Mahikari à Takayama (préfecture de Gifu).

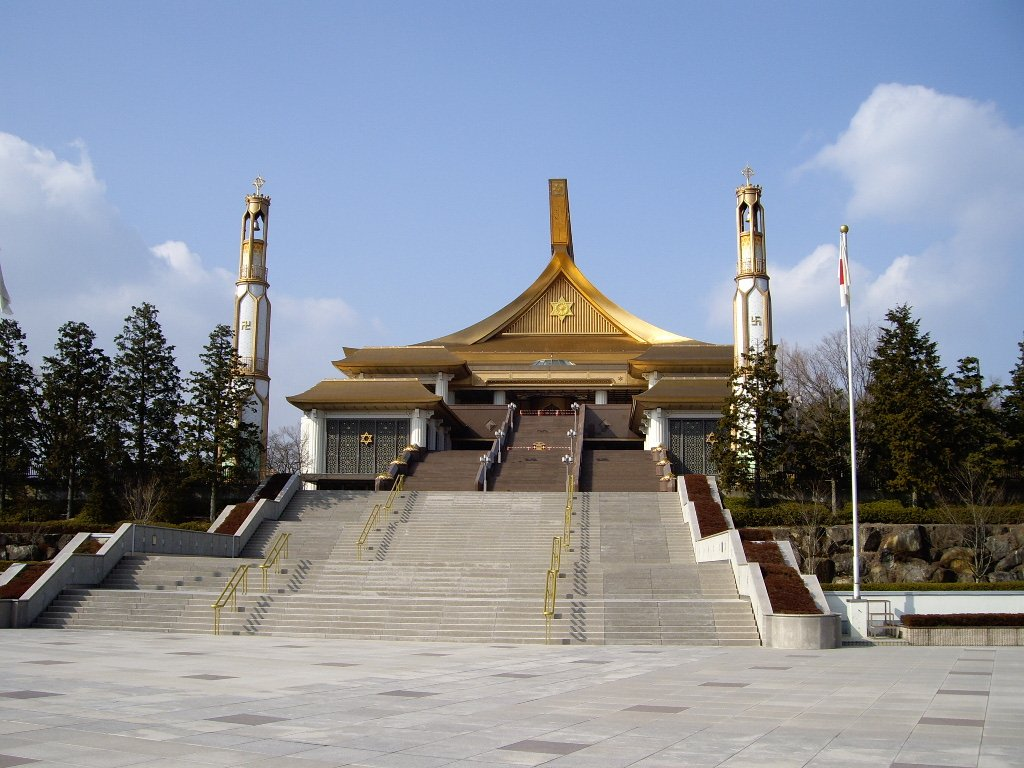
Siège de Sūkyō Mahikari à Takayama.

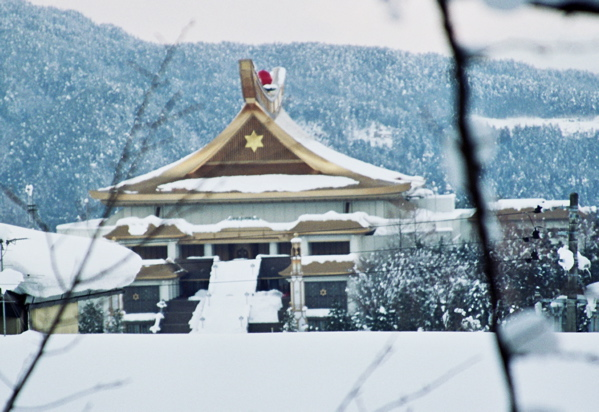
Siège de Sūkyō Mahikari à Takayama.

 ({{{date}}}).
Sūkyō Mahikari (崇教真光, Organisation supra-religieuse de la véritable lumière) est une nouvelle religion japonaise (Shinshūkyō), considérée comme mouvement sectaire en France,, fondée en 1959. Son siège se trouve à Takayama dans la préfecture de Gifu. Elle est aussi présente en Afrique.

## Histoire
La première organisation de Mahikari est fondée par Kôtama Okada le 28 août 1959 à Tokyo, pour promouvoir la pratique de l’« art de Mahikari ».
Okada appelle initialement son organisation L.H. Yōkōshi Tomo no Kai (L・H 陽光子友乃会, Association de l'Amitié des Enfants de la Lumière du Soleil Chanceux et en Bonne Santé), puis change son nom pour Sekai Mahikari Bunmei Kyōdan (世界真光文明教団, Église de la Civilisation Mondiale de la Vraie Lumière).
En 1962, Kōtama Okada prétend avoir reçu une révélation selon laquelle une partie de son rôle divin serait d'établir une nouvelle civilisation, qu'il appelle yōkō bunmei (陽光文明, civilisation de la lumière radieuse). Il décrit une période de purification tant pour les individus que pour la terre, qu'il appelle hi no senrei (baptême du feu) et prédit que les températures de la terre augmenteront, tandis que le nombre des catastrophes naturelles et d'origine humaine augmentera par un processus de renouvellement jusqu'à ce que la civilisation de la lumière radieuse soit établie. Tout en ne prédisant pas d'événement cataclysmique qui détruirait la terre, Mahikari enseigne que 1962 est le début d'une nouvelle ère qui sera une période de destruction (破壊 (hakai)) ou de renouveau (世直し (yonaoshi)) en fonction des actions des individus et des sociétés. Seuls les adeptes de l'organisation pourront y survivre[réf. à confirmer]. L'organisation pratiquerait la technique de « l'offrande participative » : chaque adepte peut faire une offrande à l'organisation afin de laver ses péchés. Les discours des missionnaires de Mahikari disent ainsi : « plus on fait d'offrandes, plus on compense ses impuretés ».
Mahikari s’est répandu à partir de Tokyo dans tout le Japon. Elle s'implante pour la première fois à l'étranger, à Paris en septembre 1971, puis dans d'autres villes à travers le monde dans les années 1970.
À la mort de Kôtama Okada, le 23 juin 1974, un conflit oppose sa fille adoptive, Keishu Okada (岡田恵珠) (1929-2016), qui se positionne comme le nouveau guide spirituel, à un directeur senior de l'organisation, Sakae Sekiguchi (関口榮) (1909-1994). Sekiguchi conserve le nom de Sekai Mahikari Bunmei Kyōdan et est rejoint par environ cent mille membres dans le monde. De son côté, Keishu Okada fonde la Sūkyō Mahikari en 1978.
En France, Sūkyō Mahikari est classée en 1995 par la Commission d'enquête parlementaire sur les sectes en France comme « mouvement sectaire ».
Le 3 novembre 2009, Kôô Okada, qui était le guide spirituel suppléant depuis le 5 octobre 2002, devient le troisième guide spirituel (Oshienushi).
Sūkyō Mahikari participe, avec d'autres nouvelles religions, au lobby d'extrême-droite Nippon Kaigi fondé en 1997.

### Développement et finances en France
En 1995, l'Assemblée nationale française dans sa Commission d'enquête sur les sectes dénombre entre 15 000 et 20 000 adeptes de l'organisation en France et environ 500 000 dans le monde.
Selon un second rapport de l'Assemblée nationale en 1999 sur la situation fiscale des sectes, Sukyo Mahikari aurait en 1999 un actif net comptable de 60 millions de francs et des recettes d'un montant de 15 millions de francs. Une partie de ces recettes provient des dons des adeptes. Selon ce même rapport, l'organisation aurait reçu de la part de ses membres en 1996 9,7 millions de francs,.
L'organisation disposerait de comptes très précis dans chaque pays où elle est implantée, lui permettant de juger de la générosité de ses adeptes presque en temps réel. Une autre de ses sources de revenus est la société LH France, dont elle est propriétaire. Son patrimoine immobilier représenterait, selon l'Assemblée nationale, plusieurs dizaines de millions de francs en 1999[citation nécessaire].

## Rites
Les rites principaux de Sūkyō Mahikari concernent le principe de purification en vue du salut. Parfois, la purification se fait par imposition des mains.

## En Belgique
En 1997, Sūkyō Mahikari a fait l'objet d'enquêtes judiciaires en Belgique.